# Aplomya distans
Aplomya distans is een vliegensoort uit de familie van de sluipvliegen (Tachinidae). De wetenschappelijke naam van de soort is voor het eerst gepubliceerd in 1927 door Joseph Villeneuve de Janti.
De soort komt voor in Nigeria, Soedan, Oeganda en Zuid-Afrika.
De soort parasiteert op Leptotes pirithous (Klein tijgerblauwtje), Zizeeria knysna (Amethistblauwtje) en Eicochrysops messapus. 